# Exotela cyclogaster
Exotela cyclogaster är en stekelart som beskrevs av Forster 1862. Exotela cyclogaster ingår i släktet Exotela och familjen bracksteklar. Arten är reproducerande i Sverige. Inga underarter finns listade i Catalogue of Life.